# Christine E. Swane
Christine Elise Swane (født 1960 i Farum) er direktør og forskningsleder i Fonden Ensomme Gamles Værn. Hun er desuden medlem af bestyrelsen for Dansk Gerontologisk Selskab og redaktionskomiteen for tidsskriftet Gerontologi. Christine E. Swane har i 30 år beskæftiget sig med forskning og formidling inden for gerontologien (læren om aldring, alderdom og gamle mennesker).
Hun er uddannet mag.art. i kultursociologi og har en ph.d.-grad i Hverdagslivet med demens fra Københavns Universitet.
I 1998-2004 var hun leder af Gerontologisk Institut, 1998-2000 leder af Videnscenter på Ældreområdet og i 2004-2006 studieleder for Masteruddannelse i Gerontologi og Masteruddannelse i Rehabilitering på Syddansk Universitet.
Igennem sit arbejde skaber og formidler Christine E. Swane indsigt i gamle menneskers eget syn på hverdagen og det at blive gammel, ikke mindst når det handler om emner som demens, ensomhed og det sociale liv i alderdommen samt ældre indvandrere og flygtninge. Hun beskæftiger sig også med, hvordan familie og fagfolk involverer sig i svækkede, gamle menneskers hverdagsliv – og med de billeder og forestillinger om alderdommen, der findes i samfundet.
Christine E. Swane er medlem af forskellige ekspertudvalg, bl.a. svarer hun på spørgsmål om ældre og samfundet på Kristeligt Dagblads portal etik.dk. Samme dagblad har også interviewet Christine E. Swane og hendes mand om den modne kærlighed.
Christine E. Swane var i 2012 generalsekretær for Nordisk Kongres i Gerontologi i København. Hun er medlem af bestyrelsen for Dansk Gerontologisk Selskab og redaktionskomiteen for tidsskriftet Gerontologi.
I 2019 modtog hun Ældrerådenes Hæderspris for sin årelange indsats for at skabe bedre vilkår for gamle mennesker. Et særligt fokus har været marginaliserede og skrøbelige personer, der befinder sig i en socialt udsat situation.